# 1698

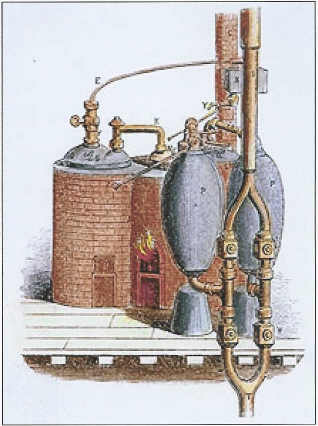
Ilustração da que seria a primeira máquina a vapor do engenheiro inglês Thomas Savery, registada em 1698.

- Wikisource

| Calendário gregoriano                                                        | 1698 MDCXCVIII                       |
| Ab urbe condita                                                              | 2451                                 |
| Calendário arménio                                                           | 1147 – 1148                          |
| Calendário bahá'í                                                            | -146 – -145                          |
| Calendário budista                                                           | 2242                                 |
| Calendário chinês                                                            | 4394 – 4395 Início a 11 de fevereiro |
| Calendário copta                                                             | 1414 – 1415                          |
| Calendário etíope                                                            | 1690 – 1691                          |
| Calendários hindus - Vikram Samvat - Calendário nacional indiano - Cáli Iuga | 1753 – 1754 1619 – 1620 4798 – 4799  |
| Calendário Holoceno                                                          | 11698                                |
| Calendário islâmico                                                          | 1110 – 1111                          |
| Calendário judaico                                                           | 5458 – 5459                          |
| Calendário persa                                                             | 1076 – 1077                          |
| Calendário rúnico                                                            | 1948                                 |
| Calendário solar tailandês                                                   | 2241                                 |

1698 (MDCXCVIII, na numeração romana) foi um ano comum do século XVII do actual Calendário Gregoriano, da Era de Cristo, e a sua letra dominical foi E (52 semanas), teve início a uma quarta-feira e terminou também a uma quarta-feira.
| Ano completo                        |
| ----------------------------------- |
| Ano comum com início à quarta-feira |

## Eventos
- 16 de junho - Inauguração da capela no sítio Cachoeira, onde teve origem a cidade de Salto, no estado de São Paulo, no Brasil.
- 2 de julho - Thomas Savery regista a patente de um dos modelos mais antigos de máquinas a vapor que permitia retirar a água das minas de carvão.
- Por necessitar de restauro o Forte de São Sebastião, foi mandado reedificar pelo rei D. Pedro II de Portugal.[1]
- O Sultanato de Oman conquista Mombaça aos portugueses.
- Data provável da invenção do piano.

### Junho
- junho - Naufrágio na Baía de Angra do navio francês 'St. François', o primeiro do “século dos naufrágios franceses”.

### Outubro
- outubro - Crise sísmica na ilha Terceira. A violenta crise sísmica causou o pânico entre a população, que após ter organizado uma procissão com o Senhor Santo Cristo da Igreja da Misericórdia de Angra, em que sismos cessaram, levou a que fosse considerado um milagre.

## Nascimentos
- Fevereiro - Colin Maclaurin, matemático escocês (m. 1746).

## Mortes
- 23 de Janeiro - Ernesto Augusto, Eleitor de Hanôver.

## Por tema
- 1698 na literatura